# Martin Ådahl
Sven Martin Andreas Ådahl, född 5 december 1969 i Hedvig Eleonora församling i Stockholm, är en svensk politiker (centerpartist), ekonom, debattör och författare. Sedan 26 augusti 2021 är han Centerpartiets ekonomisk-politiska talesperson och sedan 2018 Riksdagsledamot.

## Biografi
Martin Ådahl är son till Andreas Ådahl som var rådgivare till före detta statsminister Thorbjörn Fälldin. Vid 11 års ålder flyttade Martin Ådahl till Paris när pappan fick arbete vid OECD. Martin Ådahls första jobb var vid Volvo i Paris.
Ådahl studerade vid internationella gymnasiet i Saint-Germain-en-Laye i Paris. Därefter utbildade han sig till ekonom vid Handelshögskolan i Stockholm. Ådahl var under studietiden även ledamot i Centerstudenter, då Centerpartiets högskoleförbund. Under tiden i studentförbundet engagerade han sig bland annat för internationell solidaritet och mot totalitära stater.
Ådahl var 1989 med om att grunda Finanstidningen där han var korrespondent och utrikesredaktör. Åren 1993–1994 startade han tillsammans med Lennart Daléus Grönt Europa, en kampanjorganisation bland miljövänner som verkade för ett svenskt medlemskap i EU. Åren 1999–2005 var han ekonom och senior economist på Riksbankens avdelning för Penningpolitik. Under dessa år skrev Ådahl flera böcker om ekonomisk politik, miljö och liberal ideologi.  2007 tilldelades Ådahl Publicistklubbens stora pris.
År 2005 grundade han nyhetsmagasinet Fokus, där han var politisk chefredaktör.
Under åren 2007–2012 startade och ledde Ådahl den oberoende gröna och liberala tankesmedja Fores. Ådahl var samtidigt även ordförande och programledare för Ekonomiklubben på Axess TV.
Martin Ådahl är gift och har tre barn.

## Politisk karriär
År 2012 utnämndes Ådahl till Centerpartiets chefsekonom och vice partisekreterare. Som chefsekonom har han varit med och utformat Centerpartiets långsiktiga politiska inriktning. Ådahl fick 2013 även uppdraget som sekreterare för den omarbetade slutgiltiga versionen av Centerpartiets idéprogram.
I samband med riksdagsvalet 2018 valdes han in i Sveriges riksdag för Stockholms kommuns valkrets på stol 278 och slutade därmed som chefsekonom.
Ådahl förhandlade tillsammans med Annie Lööf Januariavtalet. Han var sedan särskilt ansvarig för att genomföra de punkter som rör arbetsmarknad och ekonomisk politik, såsom sänkta arbetsgivaravgifter, och den nya lagstiftningen om att reformera arbetsrätten (LAS) och att utöka möjligheten till utbildning som ledde till det nya huvudavtalet (nya Saltsjöbadsavtalet) som Ådahl slutförhandlade med arbetsmarknadens parter, regeringen och Liberalerna.
I maj 2022 uppmärksammades Ådahl efter att ha medverkat i debattprogrammet Sverige möts där han av motståndare anklagades för att ha "förringat hedersförtryck". Något Ådahl avvisade och pekade på konkreta förslag mot hedersförtryck som Centerpartiet har drivit.